# تويوهيرا-كو (سابورو)
تويوهورا-كو (باليابانية: 豊平区) هو حي في اليابان، يقع في سابورو، بلغ عدد سكانه 222,311  نسمة وذلك حسب إحصائيات سنة 2018، تبلغ مساحته 46.23 كيلومتر مربع.